# Свети Андрей (Перистера)
„Свети Андрей“ (на гръцки: Ι. Ν. Αγίου Ανδρέα) е средновековна църква в село Перистера, Солунско, Гърция. Църквата е католикон и единствена оцеляла сграда от едноименния манастир Перистера, основан в 870 година от Свети Евтимий Солунски. В 964 година манастирът минава под върховенството на току-що основания Велика Лавра на Атон. Днес църквата е енорийска църква на селото.
Църквата се състои от голяма квадратна централна зона с купол, който почива на четири колони. Във всеки ъгъл има тромп, които също имат куполи. Двете зони вляво и вдясно от олтара са правоъгълници, покрити с каменни плочи. Архитектурните особености са повлияни от малоазийския стил и уникалната архитектура на храма предхожда атонскита. Запазени са фрески от IX век, като фреската на Христос Пантократор. В храма се пазят мощите на Свети Евтимий. Иконата на Света Богородица Елеуса (1887) в нартекса е дело на Атанасиос Адамисиос.